# Ralf Petersen (Architekt)

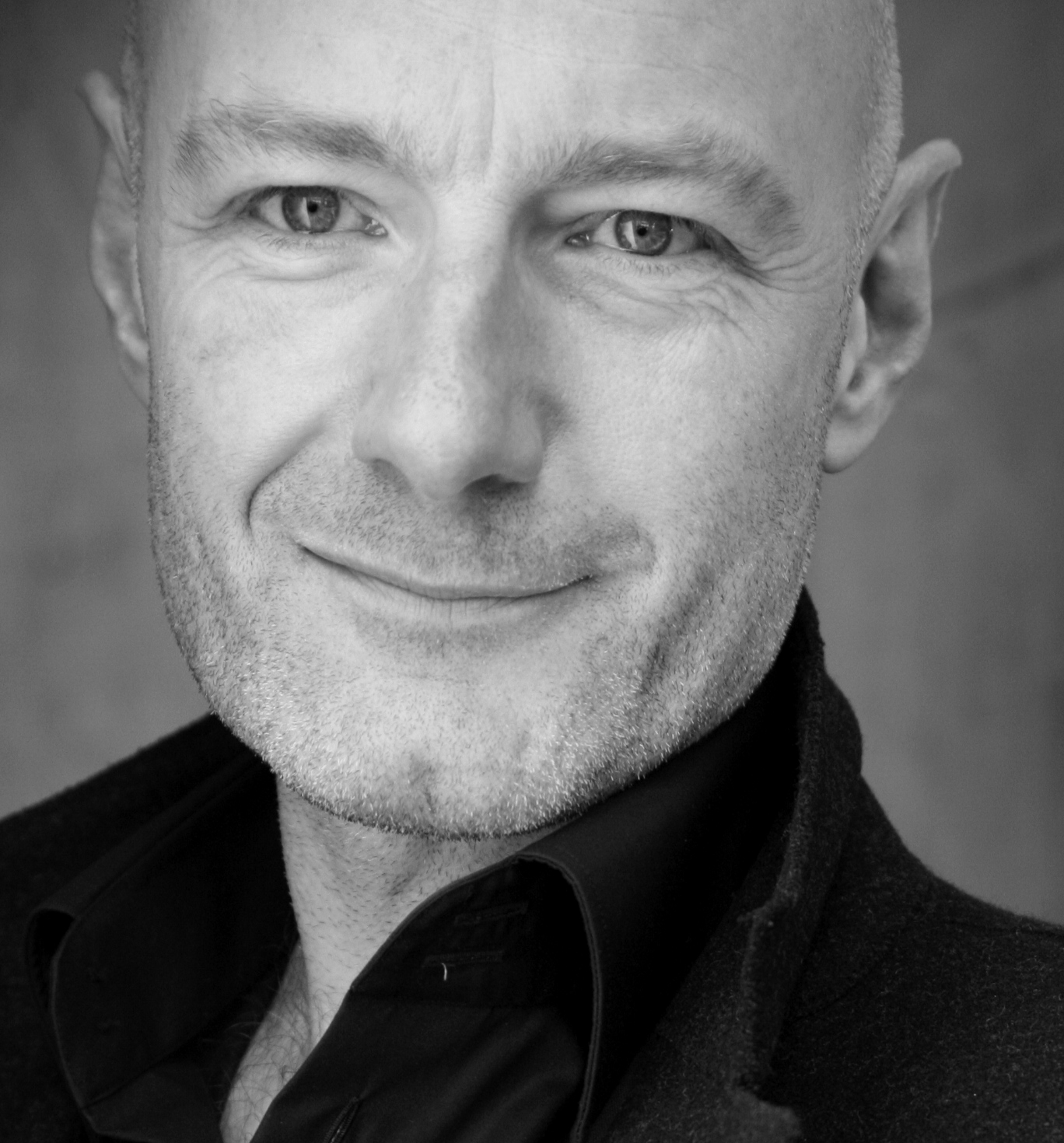
Ralf Petersen (2009)

Ralf Petersen (* 6. März 1961 in Gladbeck) ist ein deutscher Architekt und Professor für Baukonstruktion und Entwerfen an der Hochschule für Technik Stuttgart.

## Leben
Petersen studierte Architektur an der Universität Dortmund unter Harald Deilmann, Hans-Busso von Busse und Stefan Polónyi. Deren Lehrkonzept, das als Dortmunder Modell Bauwesen auf eine Zusammenarbeit von Architekten und Ingenieuren ausgerichtet war, hatte prägenden Einfluss auf ihn, der Architektur, Haustechnik und Bauwirtschaft nicht als getrennte Arbeitsfelder verstand.
Nach seinem Diplom an der Universität Dortmund wechselte er 1986 als wissenschaftlicher Mitarbeiter zum Lehrstuhl für Entwerfen und Hochbaukonstruktion unter Peter Steiger, wo er von 1988 bis 1990 einen Lehrauftrag wahrnahm. 1988 gründete Petersen mit Jürgen Hansen das Architekturbüro Hansen + Petersen in Dortmund.  Ihr erstes Lager- und Verwaltungsgebäude Allopro in Gelsenkirchen erhielt u. a. den Deubau-Preis für Architektur, wie auch der folgende IBA Pavillon Emschergenossenschaft in Bottrop oder das Haus am Musiktheater im Revier in Gelsenkirchen.
Nach Gastprofessuren an Architekturschulen wie der RWTH oder der Luxun-Academy entschloss sich Petersen, Aufgabenfelder im Bereich des Mehrfamilienwohnungsbaus und der urbanen Infrastruktur ökologisch und mit konstruktiver Ästhetik zu beantworten. 2012 erhielt er die Professur für Baukonstruktion und Entwerfen im Studiengang Klima-Engineering FB Architektur an der Hochschule für Technik Stuttgart. Mit Lehr- und Forschungsprojekten war er 2014 an dem Kyoto Institute of Technology und 2017 an der Rhode Island School of Design beschäftigt.

## Projekte (Auswahl)
Unter Hansen+Petersen

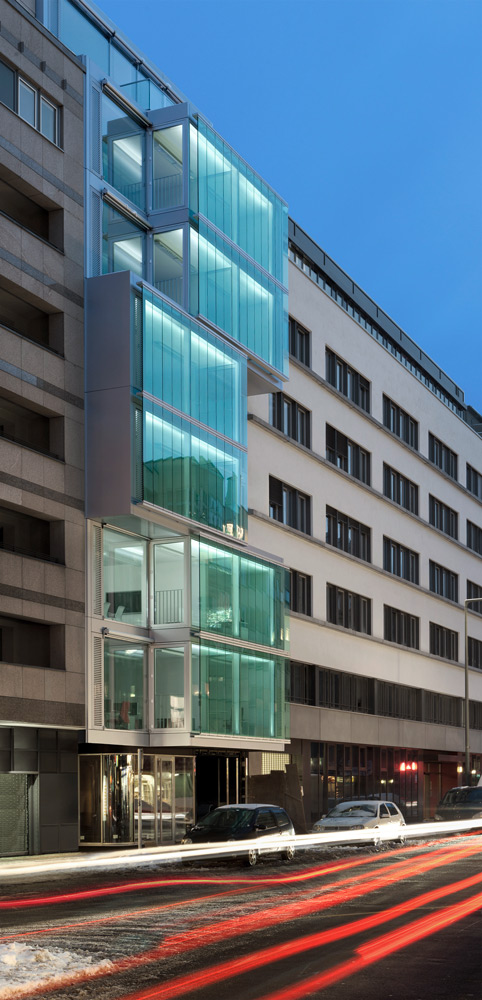
F40 – Geschäftshaus an der Friedrichstrasse 40

- 1991 Allopro Medizintechnik und Labor, Gelsenkirchen
- 1994 IBA Pavillon Emschergenossenschaft, Bottrop
- 1997 Haus am MusiktheaterImRevier, Gelsenkirchen
- 1998 Ruhr-Lippe-Verwaltungsgebäude, Hauptverwaltung RLW/LEG, Dortmund
- 1999 Plus Endoprothetik Medizintechnik, Marl
- 2001 Decathlon, multifunktionales Business-Center, Herne
- 2001 Wohn- und Geschäftshaus am Friedrich-List Platz, Leipzig
- 2001 Experimentelles Wohnen Galen-Straße, Marl
- 2002 Grammer Office HQ, Ebermannsdorf
- 2002 Wohn- und Bürohaus Olpe 39, Dortmund
- 2003 @55-Geschäftshaus, Dortmund
- 2003 Porsche Zentrum, Niederlassung am Flughafen, Dortmund

Unter Petersenarchitekten Gesellschaft für Architektur + urbane Strategien
- 2010 F40 – Geschäftshaus an der Friedrichstrasse 40, Berlin[5]
- 2012 Meininger Airporthotel am Flughafen BerlinBrandenburg International[5]
- 2018 Spreestudios Platte+Kantine, Berlin, Aufstockungen ehemaliger Zollgebäude
- 2020 Wohnbebauung Mühlengrund mit 370 Wohnungen, Berlin

## Auszeichnungen

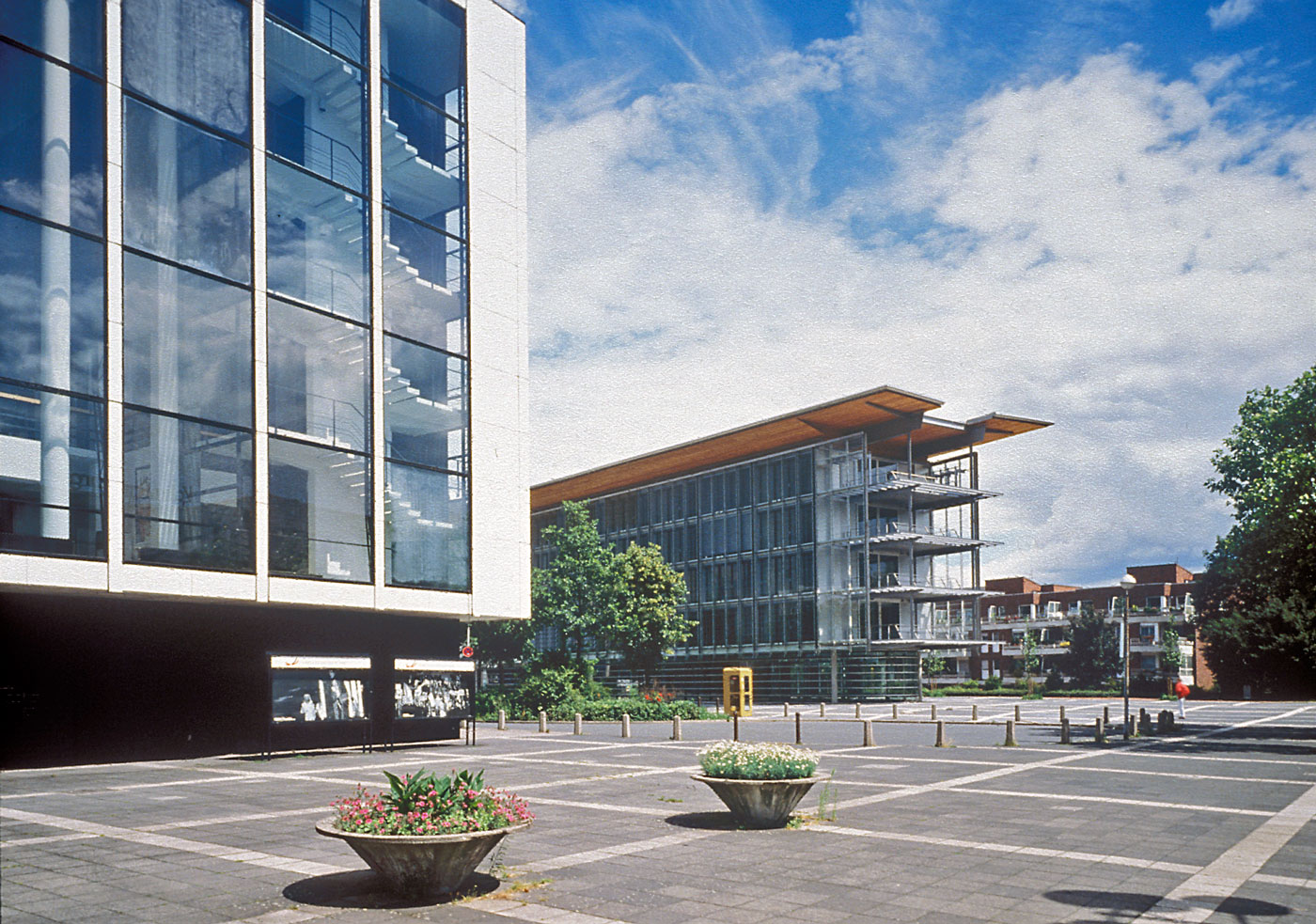
Haus am MusikTheaterImRevier (MIR) in Gelsenkirchen

- 1991: DEUBAU-Preis für Allopro Medizintechnik[1]
- 1994: Architekturpreis des BDA-Ruhr (Emscher´G´Pavillon)
- 1995: Architekturpreis des Landes Nordrhein-Westfalen (Emscher´G´Pavillon)
- 1996: Auszeichnung Preis des Deutschen Stahlbauens ´96[1]
- 2002: BDA-Preis Nordrhein-Westfalen (DECATHLON-HQ)
- 2003: BDA-Preis Nordrhein-Westfalen (Hauptverwaltung LEG)
- 2012: Architekturpreis Berlin 2013 (F40)[6]
- 2020: ICONIC AWARD 2020 – Winner (Spreestudios Platte[7] + Kantine[8])

## Ausstellungen (Auswahl)
- 1996: Biennale d’archittetura di Venezia-Gruppenausstellung im Niederländischen Architekturinstitut, Rotterdam
- 1997: Royal Institute of British Architects, London
- 1998: Akademie der Künste, Berlin
- 2004: Biennale d’archittetura di Venezia, Deutscher Pavillon
- 2005: Galeria San Pantalon, Venedig – „Leggere Transparenze“, Einzelausstellung
- 2006: Arsenale di Verona „Archittetura a l’acqua – Scultura e l’acqua“, Gruppenausstellung